# ترنسپرت کلاس استرتفرد
ترنسپرت کلاس استرتفرد (به انگلیسی: Stratford-class transport) یک کلاس از کشتی است که طول آن 261 ft (80 m) می‌باشد.